# Вулиця Лєскова (Київ)
Ву́лиця Лєско́ва — вулиця в Печерському районі міста Києва, місцевість Печерськ. Пролягає від провулку Євгена Гуцала і Печерської площі до кінця забудови (поблизу бульвару Лесі Українки).
Прилучається Арсенальна вулиця.

## Історія
Вулиця виникла у 30–40-х роках XIX століття, мала назву Вели́ка Шияновська (від прізвища статського радника Миколи Семеновича Шиянова (1779–1847), власника кількох будинків на цій та сусідній вулиці). Паралельна назва — Воспітатєльний провулок, від інтернату для безпритульних дітей, що містився тут у середині XIX століття. Сучасна назва на честь письменника Миколи Лєскова — з 1940 року, підтверджена 1944 року.
Були зареєстровані петиції про перейменування вулиці на честь співака Вахтанга Кікабідзе та співачки Ніни Матвієнко, проте вулиця Лєскова була виключена з переліку об’єктів міського підпорядкування, назви яких пов’язані з Російською Федерацією та/або її союзниками (сателітами).

## Установи та заклади
- Державна податкова інспекція у Печерському районі Головного управління ДПС у м. Києві (буд. № 4)[7]
- Раніше головний офіс Райффайзен Банк (Україна), нині офісний центр (буд. № 9)
- Гінекологічне відділення Київського міського пологового будинку № 1 (буд. № 15)

## Зображення

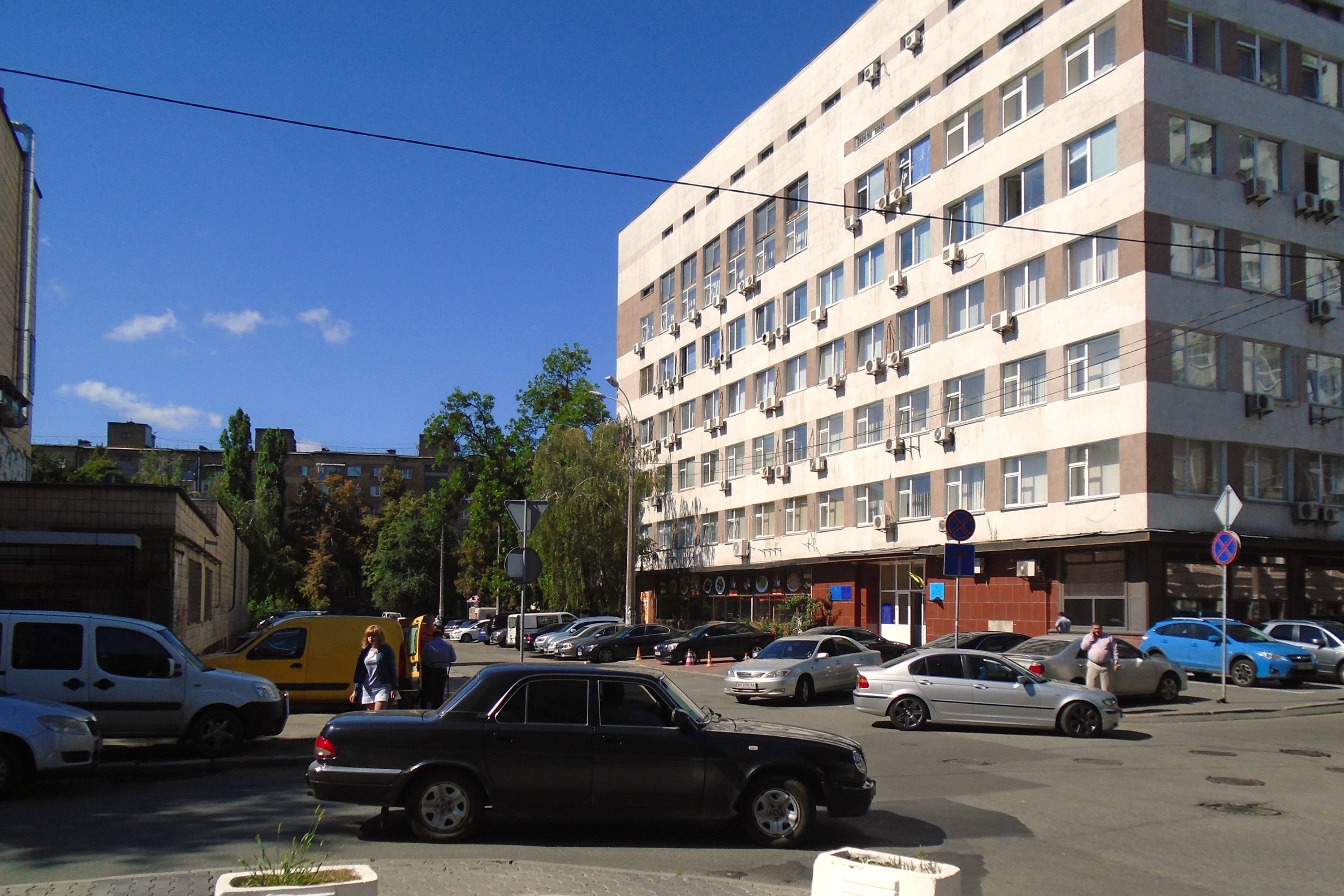
Державна інспекція ядерного регулювання України (вул. Арсенальна, 9/11)
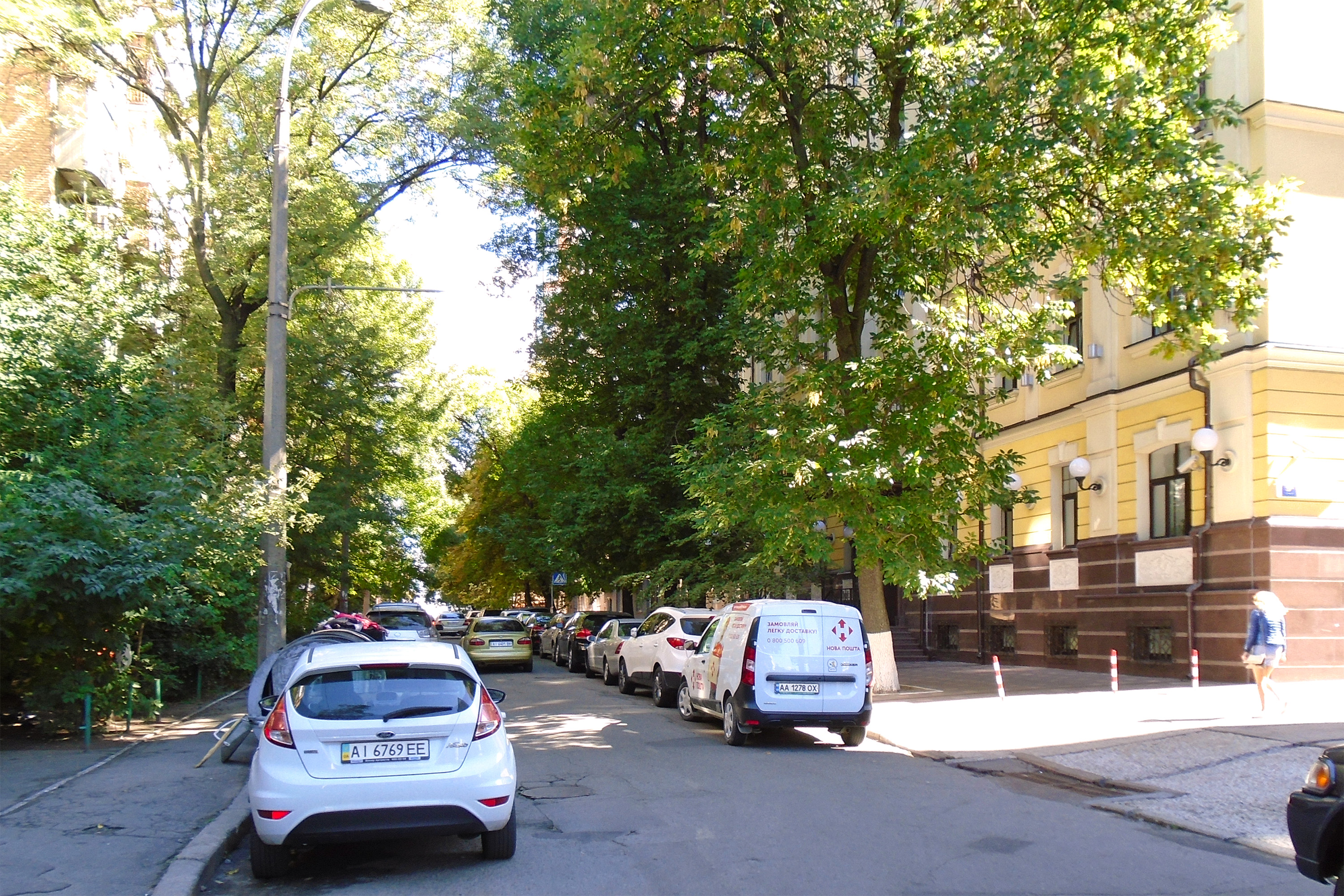